# 藤本憲明
藤本 憲明（ふじもと のりあき、1989年8月19日 - ）は、大阪府富田林市出身のプロサッカー選手。JFL・いわてグルージャ盛岡所属。ポジションはフォワード（センターフォワード)、マネジメント会社はエースポーツクリエイション。

## 経歴

### 学生時代
小中学校時代をガンバ大阪の下部組織で過ごした後、2005年に青森山田高校に進学。同期には三浦修がいた。高校3年次に右サイドバックのレギュラーとして第86回全国高等学校サッカー選手権大会に出場を果たす。その後は近畿大学でプレーした。

### 社会人時代
2012年に当時JFLに所属した佐川印刷SC（2014年に佐川印刷京都SC、2015年にSP京都FCに改名）に新加入。アマチュア選手として午前は練習、午後は本の包装作業に携わりながらプレーを続けた。3年目の2014年にステージ優勝を経験。翌2015年にはリーグ戦9得点をマークし、加藤大樹と並びチーム得点王となるなど 活躍を続けていたが、同年10月にチームが同年限りでの活動休止を発表。移籍の選択を迫られた。

### 鹿児島ユナイテッドFC（第1次）
2016年、J3リーグに参入する鹿児島ユナイテッドFCからオファーが届き、SP京都でのチームメイトであった山岡哲也・麻生瞬と共に鹿児島に完全移籍した。同年は15得点を記録し、後藤優介（大分）と1点差でJ3得点王を獲得。また同年末に開催されたJリーグアウォーズでは、J3部門のMYアウォーズ・ベストイレブンに選出された。2017年は副キャプテンに就任。2月のニューイヤーカップにてJ1・ジュビロ磐田と対戦し、先制点となるゴールを記録。試合後、磐田監督の名波浩からは「上のカテゴリーでも十分通用する」との評価を受けた。リーグ開幕後も好調を維持し、2度のハットトリックを達成するなど24得点を記録、2年連続でJ3得点王を獲得した。

### 大分トリニータ
2018年、得点力のあるストライカーを求めていたJ2・大分トリニータに完全移籍。開幕戦・栃木SC戦でJ2初得点をマークした が、その後は無得点が続き、第5節以降は先発メンバーに定着できない日々が続いた。第19節・松本山雅FC戦で15試合振りに先発復帰を果たすと以降は能力を発揮し、9月には第32節・ロアッソ熊本戦 - 第35節・水戸ホーリーホック戦と4試合連続で得点するなど6得点（うち4得点は途中出場からの得点）を挙げた。最終的に馬場賢治と並びチーム内得点王となる12得点を挙げ、大分の6年ぶりのJ1昇格に貢献した。
個人として初のJ1挑戦となった2019年シーズンは開幕戦・鹿島アントラーズ戦で2得点を挙げて勝利に貢献。2017年の鹿児島時代を合わせて、「異なるカテゴリ（J3・J2・J1）で3年連続開幕戦ゴール」、さらには2014年の佐川印刷京都時代を含めると「4カテゴリ（JFL・J3・J2・J1）で開幕戦ゴール」を挙げるという快挙を達成した。その後も得点を重ね、3月までのリーグ戦計5試合で最多の5得点を記録し、2・3月度の月間MVPを受賞した。月間MVPの選考委員の一人である原博実からは選考理由として「ゴール前でのポジション取りの巧みさ、多彩なシュートの種類。何より決定力が素晴らしい」とコメントされている。その後は得点ペースが落ち着いたが、第21節・サガン鳥栖戦までのリーグ戦全試合に出場し、チーム2位の8得点を記録した。

### ヴィッセル神戸
2019年8月7日、10日前にオファーを受けたヴィッセル神戸に完全移籍で加入。加入直後の負傷 もあり、出場機会は決して多くなかったが、怪我人続出で巡ってきた11月30日、第33節の鹿島戦で移籍後初ゴールを記録。翌年1月1日の天皇杯決勝・鹿島戦では国立競技場開場後最初の得点者となるなど全得点に絡む活躍を見せ、チームの初タイトル獲得に貢献した。

### 清水エスパルス
2021年8月10日、清水エスパルスに期限付き移籍。9月18日のJ1第29節・仙台戦にて移籍後初得点をマークした。

### ヴィッセル神戸復帰
2022年に神戸に復帰。前年加入したボージャン・クルキッチが背番号9を使用していた為、背番号はFC岐阜へ移籍した田中順也が使用していた21番となった。同年3月10日のトレーニング中に負傷、右大腿直筋近位腱断裂と診断され長期離脱となった。9月3日の第28節・京都戦で公式戦復帰を果たすもその後は公式戦2試合の出場にとどまり、同シーズン限りで契約満了となった。

### 鹿児島ユナイテッドFC（第2次）
2023年1月24日、Jリーグ選手としてのキャリアをスタートさせた鹿児島ユナイテッドFCへ完全移籍で加入することが発表された。6シーズンぶりの復帰となる。
2024年11月04日、 契約満了に伴い2025シーズンの契約を結ばないことを発表した。

### いわてグルージャ盛岡
2025年、同年から日本フットボールリーグ（JFL）に降格したいわてグルージャ盛岡に完全移籍。

## 人物・エピソード
- 2012年の佐川印刷SC加入以降から2018年シーズン終了に至るまで、公式戦では全てPKを成功させている。この事についてインタビューで「本番に強いというか、持っているというか。試合になればゾーンに入る。集中力が研ぎ澄まされる感じ。強い相手になればなるほど燃える」と語っている[30]。また、理想のゴールを尋ねられた際には「簡単に得点できるから」という理由からPKと回答している[31]。2020年に行われたAFCチャンピオンズリーグ準々決勝・水原三星ブルーウィングス戦でも、PK戦で最後にしっかりと決めてチームの準決勝進出に貢献した[32]。
- アマチュア（SP京都）からプロになりトップリーグ（ヴィッセル神戸）に辿り着いたという経歴が、7部・8部相当のクラブを経てイングランド代表に上り詰めたジェイミー・ヴァーディと一部から比較され、「日本のヴァーディ」と呼ぶ声もある[33]。
- 大分トリニータ時代「Love Trinita(ラブトリニータ)」という意味を込めた、右手の人差し指と親指で「L」を作り、左手はその逆の形で「T」を作るポーズをゴールパフォーマンスとして披露していた[34]。ヴィッセル神戸への移籍後は左右の手の形を入れ替え、名前のイニシャルを意味する「Nポーズ」をゴールパフォーマンスとして行っている[35][36]。

## 所属クラブ
- 2002年 - 2004年 ガンバ大阪堺ジュニアユース（富田林市立金剛中学校）
- 2005年 - 2007年 青森山田高校
- 2008年 - 2011年 近畿大学
- 2012年 - 2015年  佐川印刷SC/佐川印刷京都SC/SP京都FC
- 2016年 - 2017年  鹿児島ユナイテッドFC
- 2018年 - 2019年8月  大分トリニータ
- 2019年8月 - 2022年  ヴィッセル神戸
  - 2021年8月 - 同年12月  清水エスパルス (期限付き移籍)
- 2023年 - 2024年  鹿児島ユナイテッドFC
- 2025年 -  いわてグルージャ盛岡

## 個人成績
太字はシーズン最多
| 国内大会個人成績 | 国内大会個人成績             | 国内大会個人成績 | 国内大会個人成績 | 国内大会個人成績 | 国内大会個人成績 | 国内大会個人成績 | 国内大会個人成績 | 国内大会個人成績 | 国内大会個人成績 | 国内大会個人成績 | 国内大会個人成績 |
| 年度             | クラブ                       | 背番号           | リーグ           | リーグ戦         | リーグ戦         | リーグ杯         | リーグ杯         | オープン杯       | オープン杯       | 期間通算         | 期間通算         |
| 年度             | クラブ                       | 背番号           | リーグ           | 出場             | 得点             | 出場             | 得点             | 出場             | 得点             | 出場             | 得点             |
| 日本             | 日本                         | 日本             | 日本             | リーグ戦         | リーグ戦         | リーグ杯         | リーグ杯         | 天皇杯           | 天皇杯           | 期間通算         | 期間通算         |
| ---------------- | ---------------------------- | ---------------- | ---------------- | ---------------- | ---------------- | ---------------- | ---------------- | ---------------- | ---------------- | ---------------- | ---------------- |
| 2012             | 佐川印刷 佐川印刷京都 SP京都 | 24               | JFL              | 19               | 0                | -                | -                | -                | -                | 19               | 0                |
| 2013             | 佐川印刷 佐川印刷京都 SP京都 | 9                | JFL              | 25               | 6                | -                | -                | 2                | 1                | 27               | 7                |
| 2014             | 佐川印刷 佐川印刷京都 SP京都 | 9                | JFL              | 21               | 8                | -                | -                | -                | -                | 21               | 8                |
| 2015             | 佐川印刷 佐川印刷京都 SP京都 | 9                | JFL              | 28               | 9                | -                | -                | -                | -                | 28               | 9                |
| 2016             | 鹿児島                       | 9                | J3               | 27               | 15               | -                | -                | 1                | 2                | 28               | 17               |
| 2017             | 鹿児島                       | 9                | J3               | 30               | 24               | -                | -                | 2                | 1                | 31               | 25               |
| 2018             | 大分                         | 10               | J2               | 26               | 12               | -                | -                | 1                | 0                | 27               | 12               |
| 2019             | 大分                         | 10               | J1               | 21               | 8                | 1                | 0                | 0                | 0                | 22               | 8                |
| 2019             | 神戸                         | 9                | J1               | 7                | 1                | -                | -                | 3                | 2                | 10               | 3                |
| 2020             | 神戸                         | 9                | J1               | 28               | 6                | 1                | 0                | -                | -                | 29               | 6                |
| 2021             | 神戸                         | 9                | J1               | 9                | 0                | 6                | 0                | 2                | 0                | 17               | 0                |
| 2021             | 清水                         | 24               | J1               | 9                | 1                | -                | -                | -                | -                | 9                | 1                |
| 2022             | 神戸                         | 21               | J1               | 3                | 0                | 0                | 0                | 1                | 0                | 4                | 0                |
| 2023             | 鹿児島                       | 24               | J3               | 32               | 5                | -                | -                | 1                | 1                | 33               | 6                |
| 2024             | 鹿児島                       | 10               | J2               | 29               | 5                | 1                | 0                | 0                | 0                | 30               | 5                |
| 2025             | 岩手                         | 11               | JFL              |                  |                  | -                | -                |                  |                  |                  |                  |
| 通算             | 日本                         | 日本             | J1               | 77               | 16               | 8                | 0                | 6                | 2                | 91               | 18               |
| 通算             | 日本                         | 日本             | J2               | 55               | 17               | 1                | 0                | 1                | 0\|\|\|57\|\|17  |                  |                  |
| 通算             | 日本                         | 日本             | J3               | 89               | 44               | -                | -                | 4                | 4                | 93               | 48               |
| 通算             | 日本                         | 日本             | JFL              | 93               | 23               | -                | -                | 2                | 1                | 95               | 24               |
| 総通算           | 総通算                       | 総通算           | 総通算           | 314              | 100              | 9                | 0                | 13               | 7                | 336              | 107              |

その他の公式戦
- 2014年
  - JFLチャンピオンシップ 2試合0得点

| 国際大会個人成績 | 国際大会個人成績 | 国際大会個人成績 | 国際大会個人成績 | 国際大会個人成績 |
| 年度             | クラブ           | 背番号           | 出場             | 得点             |
| AFC              | AFC              | AFC              | ACL              | ACL              |
| ---------------- | ---------------- | ---------------- | ---------------- | ---------------- |
| 2020             | 神戸             | 9                | 6                | 0                |
| 2022             | 神戸             | 21               | 0                | 0                |
| 通算             | AFC              | AFC              | 6                | 0                |

- Jリーグ初出場 - 2016年3月13日 J3第1節 vsカターレ富山（鹿児島県立鴨池陸上競技場）
- Jリーグ初得点 - 2016年4月3日 J3第3節 vsY.S.C.C.横浜（ニッパツ三ツ沢球技場）

## タイトル

### クラブ
青森山田高校
- 全国高等学校総合体育大会サッカー競技大会：1回（2005年）

SP京都FC
- JFLセカンドステージ：1回（2014年）
- 京都府サッカー選手権大会：1回（2013年）

鹿児島ユナイテッドFC
- 鹿児島県サッカー選手権大会：3回（2016年、2017年、2023年）

ヴィッセル神戸
- 天皇杯 JFA 全日本サッカー選手権大会：1回（2019年）
- FUJI XEROX SUPER CUP：1回（2020年）

### 個人
- J1リーグ 月間MVP：1回（2019年2月・3月）
- J3リーグ 得点王：2回（2016年、2017年）
- J3リーグ MYアウォーズ ベストイレブン：1回（2016年）